# Noah Emmerich
Noah Nicholas Emmerich (27 de fevereiro de 1965) é um ator norte-americano que participou de vários filmes como The Truman Show, Frequency, Windtalkers e Little Children. Também fez uma participação nas séries White Collar, The Walking Dead e The Americans. 